# Agrostis gracililaxa
Agrostis gracililaxa är en gräsart som beskrevs av João Manuel Antonio do Amaral Franco. Agrostis gracililaxa ingår i släktet ven, och familjen gräs. Utöver nominatformen finns också underarten A. g. mutica.